# Elin Halling
Elin Margareta Halling, född 5 juli 1880 i Göteborg, död 27 mars 1970, var en svensk målare.
Hon var dotter till tullförvaltaren A.F. Sjöborg och Fanny Warberg och från 1906 gift med disponenten Mats Vilhelm Halling. Hon studerade vid Tekniska skolan 1898–1900 och bedrev därefter självstudier under ett flertal studieresor till bland annat kontinenten. Efter att hennes man avlidit studerade hon vid Otte Skölds målarskola 1928–1929. Tillsammans med Gustaf Fängström ställde hon ut i Stockholm 1934 och separat på Modern konst i hemmiljö 1948. Hon medverkade i samlingsutställningar med Dalslands konstförening sedan 1935. Hennes konst består av blomsterstilleben, porträtt, figurer och små landskapsmålningar från Bornholm och Italien. Elin Halling är begravd på Norra begravningsplatsen utanför Stockholm.